# Barcenilla de Pisuerga

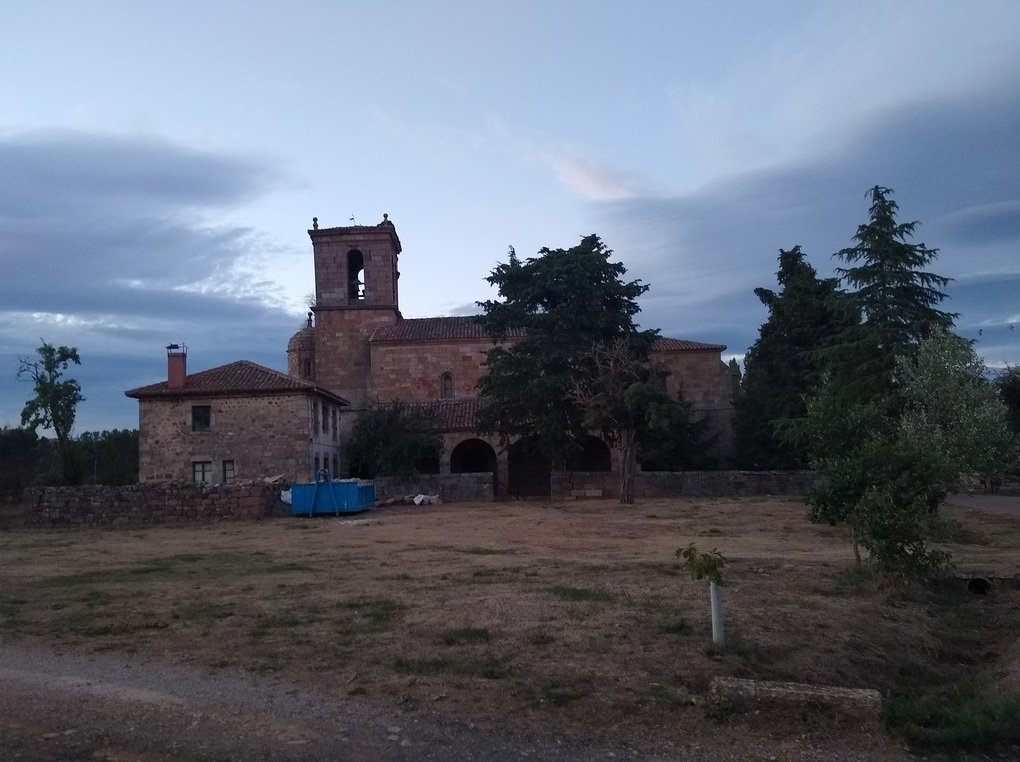
Iglesia de Nuestra Señora de la Asunción

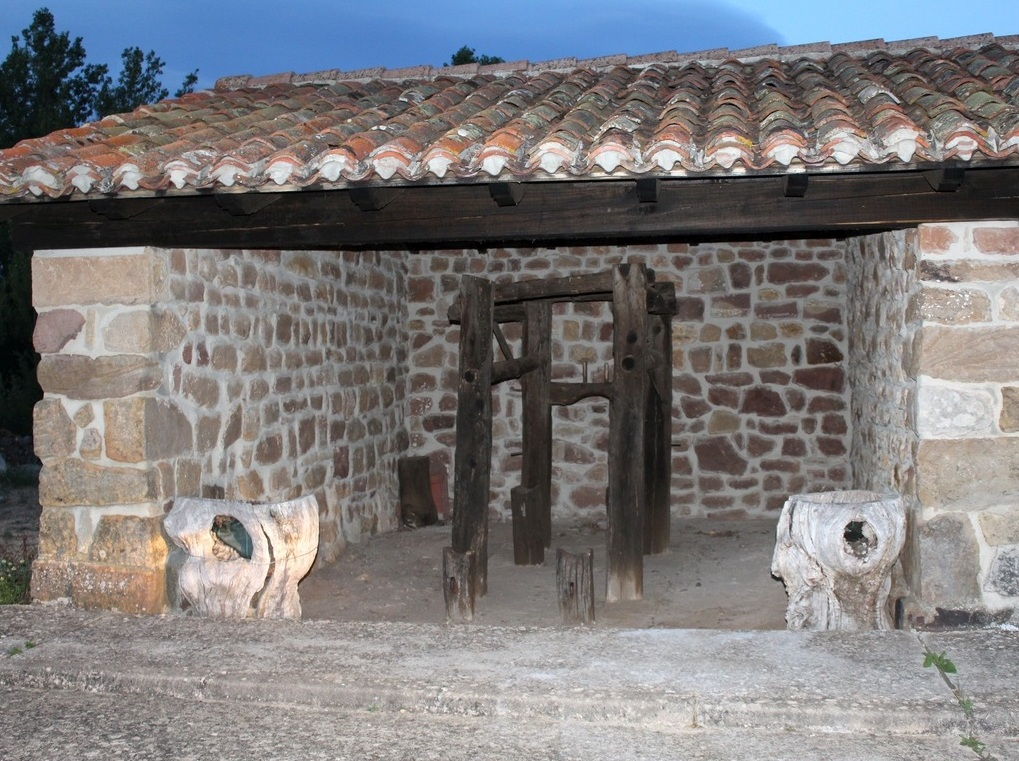
Potro de herrar

Barcenilla de Pisuerga es una localidad de la provincia de Palencia (Castilla y León, España) que pertenece al municipio de Cervera de Pisuerga.

## Geografía
Está a una distancia de 8,4 km de Cervera de Pisuerga, la capital municipal, en la comarca de Montaña Palentina.

## Fiestas y costumbres
La fiesta mayor se celebra el 15 de agosto (coincidiendo con las de su municipio Cervera de Pisuerga). Durante la misma, se ofrece una misa precedida por la procesión por todo el pueblo en la que se portan las imágenes de la Virgen y de San Roque. Después de la misa, se ofrece un aperitivo. Por la tarde, los pequeños y no tan pequeños disfrutan de juegos incluida "guerra de agua". Para terminar el día, se ofrece a todos los habitantes e invitados una merienda que suele estar compuesta por panceta, chorizo o incluso sardinas, amenizados con música. Tras recoger todo lo relativo a la barbacoa, jóvenes de ahora y de antaño bailan la música que se ponga, sin hacer de menos a nada. También se festeja el día 16 de agosto a San Roque, patrono de la localidad, aunque desde las décadas de los 80 se celebra con una solemne misa.

## Patrimonio
De interés su espléndida iglesia parroquial católica de Nuestra Señora de la Asunción y su campanario que a pesar de su deficiente estado de conservación supone un referente paisajístico por su altura. La leyenda rural afirma que existe un kilómetro exacto entre este templo y el del vecino pueblo de Quintanaluengos. La carretera que une ambos núcleos tiene dos curvas lo que permite localizar con precisión a cualquiera que se acerque a la población, que por cierto, es final de carretera.

## Demografía
Evolución de la población en el siglo XXI
| Gráfica de evolución demográfica de Barcenilla de Pisuerga entre 2000 y 2020 |
|                                                                              |
| Población de derecho (2000-2020) según el padrón municipal del INE           |

## Distribución urbana
El núcleo urbano está dividido en dos barrios comunicados por la calle Real, el barrio de arriba y el barrio de abajo. Este último se encuentra cerca de la salida del pueblo hacia el camino que bordeando del río Pisuerga llega a Salinas de Pisuerga. El camino pasa por el refugio de pescadores del coto. 
En Barcenilla podemos encontrar un potro (artilugio usado para el herraje de bóvidos) en uso hasta hace menos de dos décadas y actualmente rehabilitado y de curioso interés. El río Pisuerga discurre desdoblado junto al pueblo con objeto de movilizar las turbinas de la minicentral hidroeléctrica que se encuentra en el centro de la localidad. Para cruzar el río los habitantes cuentan con una pasarela construida por ellos mismos en la década de los 70 y que da acceso a la zona de baño y a los vecinos pueblos de Rueda y Salinas de Pisuerga.

## Economía
Entre los productos típicos se encuentra el pacharán que los habitantes tradicionalmente realizaban en sus casas para auto consumo. La miel, productos de la matanza, té silvestre, la trucha, el queso picón (actualmente nadie lo realiza ya) son algunas de los productos con más solera que se pueden o podían encontrar.
Economía: a pesar de su actual decadencia al tamaño del núcleo y el número de casas hacen pensar en que Barcenilla de Pisuerga vivió años mejores. Dedicada a la agricultura y ganadería de autoconsumo, con casi nula mecanización. Los habitantes hasta bien entrados los años 80 del siglo pasado se dedicaban al cereal, a la producción de leche, al cultivo de productos de huerta para auto consumo siendo habitual que cada casa o familia explotara algunas áreas de tierra, ovejas, cabras, vacas y algún cerdo para la habitual matanza. 
El primer teléfono, público, llegó a Barcenilla en los años 80 y se ubicó en la primera casa del pueblo, conocida por la casa Blanca, desde donde se podían realizar las llamadas o recibir los recados de las mismas.
Frente a la antigua casa que sirvió de escuela para generaciones de niños se encuentra actualmente un pequeño parque infantil y junto a él la conocida como "campa" lugar de juegos comunitarios o celebración de la fiesta mayor.

## Geografía
- Altitud: 1025 m s. n. m.
- Latitud: 42° 85' N,
- Longitud: 04º 04' O

## Situación
Distancia a los 23 pueblos restantes del municipio:
- Cervera de Pisuerga → 8.3586 km,
- Arbejal →,
- Rabanal de los Caballeros → 7.7729 km,
- Valsadornín → 6.5768 km,
- Gramedo → 5.5082 km,
- Vañes →,
- Estalaya → km,
- Verdeña → km,
- Celada de Roblecedo → km,
- San Felices de Castillería → 8.4582 km,
- Herreruela de Castillería → 9.3647 km,
- Ruesga → 9.6879 km,
- Ventanilla → km,
- Resoba → km,
- San Martín de los Herreros →,
- Rebanal de las Llantas →,
- Santibáñez de Resoba →,
- Ligüerzana → 4.0759 km,
- Quintanaluengos → 1.3586 km,
- Rueda de Pisuerga → 1.3586 km,
- Vallespinoso de Cervera → 3.9474 km,
- Cubillo de Ojeda → 6.1885 km

y
- Perazancas → 7.5363 km.

Otras poblaciones próximas en otros municipios: Salinas de Pisuerga (1.3586 km), Mudá (3.7063 km), Bustillo de Santullán (4.4769 km), Villanueva de la Torre (4.4769 km), San Mamés de Zalima (4.4779 km), Barrio de Santa María (4.5961 km), 
Verbios (5.5082 km), San Cebrián de Mudá (5.723 km), Renedo de Zalima (5.7425 km), San Martín de Perapertú (6.1875 km), Vergaño (6.1875 km), Barrio de San Pedro (6.1885 km), Villanueva de Pisuerga (6.5792 km), Vado de Cervera (6.7931 km), Valle de Santullán (6.8925 km), Nava de Santullán (7.7368 km), Cenera de Zalima (7.74 km), Arroyo Reolista (7.7759 km), Perapertú (7.8945 km), Matamorisca (8.1517 km), Matabuena (8.3586 km), Foldada (8.4604 km), Villabellaco	(8.7759 km), Frontada (8.7802 km), Santa María de Nava (8.9527 km), Quintanilla de la Berzosa (9.1931 km), Vallespinoso de Aguilar (9.6565 km), Cillamayor (9.6879 km), Barruelo de Santullán (9.8643 km), Arroyo de Sosa (9.8698 km)

## Patrimonio
- Pila bautismal hexagonal con una banda de puntas de diamante en la copa, en la Iglesia de La Asunción. 
  - Fuente: Miguel Ángel García Guinea, Románico en Palencia, Diputación de Palencia, 2002, pág. 368.

## Historia
Año 1.496. El Prior de Piasca, Don Pedro de Población arrienda las tierras de Varguenilla (Barcenilla).
Finales siglo XV. Se forma la Hermandad de la Santa Letanía o Letanía de Pisuerga, formada por los concejos de Barcenilla, Rueda de Pisuerga y Quintanaluengos. Celebran misa en Rueda y Barcenilla todos juntos y más tarde procesionan juntos hasta San Justo donde celebra otra misa un monje venido de Piasca, Cofradías y Hermandades de Santiago Francia Lorenzo.
Año 1.532. Apeo del monasterio de Piasca de sus tierras en Barcenilla.
Año 1.537. El obispado de Palencia prohíbe la procesión conjunta de pueblos, no se permite la procesión de la Santa Letanía. Los tres pueblos siguen con la tradición.
Año 1.612. Diego de Bedoya compra tierras en Barcenilla. ARCHV. REGISTRO DE EJECUTORIAS, CAJA 2544,15.
Año 1.651. Se reforma la Hermandad de la Santa Letanía. Los tres pueblos siguen realizando la procesión conjunta hasta San Justo enfrentados al obispado.
Año 1.752. La Hermandad de San Jorge sustituye a la Hermandad de la Santa Letanía.
A la caída del Antiguo Régimen la localidad, denominada entonces Barcenilla, se constituye en municipio constitucional que en el censo de 1842 contaba con 18 hogares y 94 vecinos, para posteriormente integrarse en Quintanaluengos.